# Albert Ehrhard

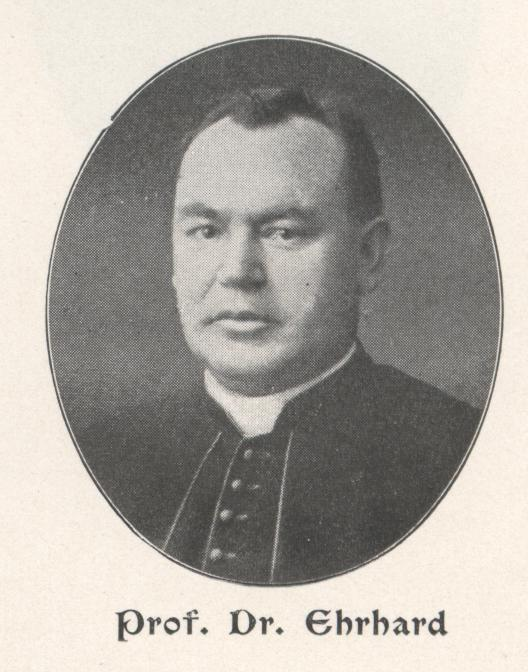
Albert Ehrhard in 1905.

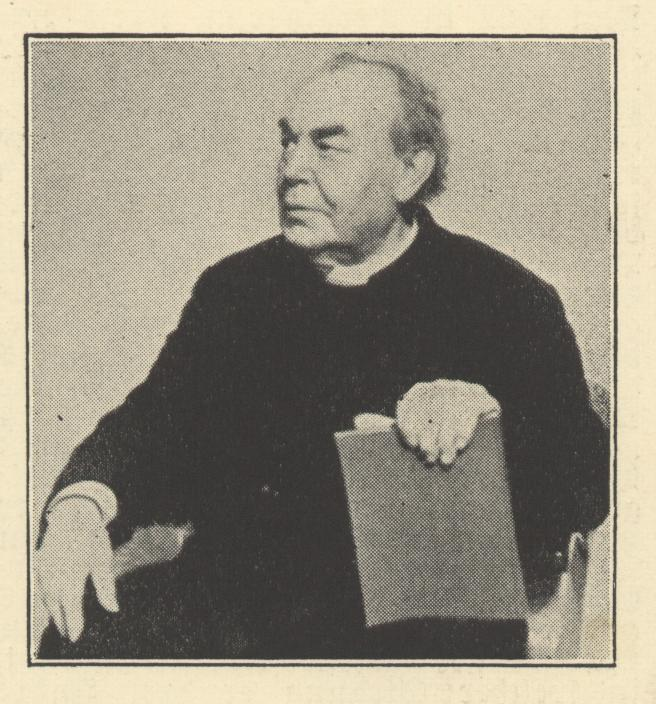
Albert Ehrhard in 1930.

Albert Ehrhard (Herbitzheim in de Elzas, 14 maart 1862 - Bonn, 23 september 1940) was een Duits kerkhistoricus en patroloog. 
In 1889 nam Ehrhard zijn werk als docent op aan het priesterseminarie in Straatsburg. In 1892 werd Ehrhard professor kerkgeschiedenis aan de universiteit in Würzburg, in 1898 aan de universiteit in Wenen, 1902 aan de universiteit in Freiburg im Breisgau en in 1903 aan de universiteit van Straatsburg. Sinds 1918 woonde Erhhard in München en doceerde daarna kerkgeschiedenis aan de universiteit van Bonn tussen 1920 en 1927, waar hij vriendschap sloot met de filosoof Karl Eschweiler. 
Albert Ehrhard keerde zich tegen de neiging om het katholicisme eenzijdig vanuit de middeleeuwse kerk- en cultuurgeschiedenis te reflecteren. Door zijn onderzoek stond hij in contact met verschillende andere historici, waaronder ook Adolf von Harnack en Eduard Schwartz. In oktober 1914 tekende hij met Von Harnack en andere intellectuelen een open brief An die Kulturwelt, waarin het begin van de Eerste Wereldoorlog als onvermijdelijk en ongewild, maar ook de Duitse inval in België, wordt verdedigd.
Opzien baarde hij met zijn kritiek op de Syllabus »Lamentabili sane exitu« uit 1907, waarin 65 historisch-kritische benaderingen van de Bijbel en thesen uit de dogmatiek werden veroordeeld. De in hetzelfde jaar verschenen encycliek Pascendi dominici gregis, waarin het modernisme werd veroordeeld, lokte bij Ehrhard eveneens kritiek uit, hoewel hij zich niet tot de modernisten rekende. Zijn kritiek leidde tot een bijwijlen felle campagne tegen hem, waarbij de integralist Augustin Rösler de kroon spande. Als resultaat werd Ehrhard de prelatentitel afgenomen zonder hem echter een spreekverbod op te leggen. Ehrhard gaf later gedesillusioneerd een loyaliteitsverklaring af, die in 1922 tot zijn rehabilitatie leidde. Sinds die tijd zat hij de "Gesellschaft für Herausgabe des Corpus Catholicorum" voor. 
De studie van de nalatenschap van Albert Ehrhard wordt onder anderen verzorgd door het Byzantijnse Instituut van de abdij Ettal.

## Werk
- Die altchristliche Literatur und ihre Erforscher, deel I 1894; deel II 1900
- Stellung und Aufgabe der Kirchengeschichte in der Gegenwart, 1898
- Die Orientalische Kirchenfrage und Österreichs Beruf in ihrer Lösung, 1899
- Der Katholizismus und das 20. Jahrhundert im Lichte der kirchlichen Entwicklung der Neuzeit, 1901
- Liberaler Katholizismus - Ein Wort an meine Kritiker, 1902
- Katholisches Christentum und moderne Kultur, 1906
- Die griechischen Martyrien, 1907
- Das Magisterium und die kirchliche Entwicklung, 1908
- Das Christusproblem der Gegenwart, 1914
- Was ist uns Katholiken das Papsttum?, 1924
- Urchristentum und Katholizismus, 1926
- Die Kirche der Märtyrer. Ihre Aufgaben und ihre Leistungen, 1932
- Das Christentum im römischen Reich bis Konstantin, 1932
- Urkirche u. Früh-katholizismus, 1935
- Die altchristlichen Kirchen im Westen und im Osten, 1937
- Überlieferung und Bestand der hagiographischen und homiletischen Literatur der griechischen Kirche
  - Von den Anfängen bis zum Ende des 16. Jahrhunderts. - Teil 1, Die Überlieferung Bd. 1. In Texte und Untersuchungen zur Geschichte der altchristlichen Literatur, TU 50, 1937
  - Teil 1, Die Überlieferung Bd. 2, TU 51, 1938
  - Teil 1, Die Überlieferung Bd. 3,1, TU 52,1, 1943
  - Teil 1, Die Überlieferung Bd. 3,2, TU 52,2, 1952

- Bibsys: 90311240
- Biblioteca Nacional de España: XX1257072
- Catàleg d'autoritats de noms i títols de Catalunya: 981058520025906706
- CiNii: DA04936157
- Gemeinsame Normdatei: 118529315
- International Standard Name Identifier: 0000 0001 1027 162X
- Library of Congress Control Number: n88618923
- Nationale Bibliotheek van Tsjechië: jx20061017002
- Nationale bibliotheek van Australië: 35036056
- Nationale Bibliotheek van Israël: 987007260615205171
- Nationale Bibliotheek van Polen: a0000001191147
- Nationale en Universitaire bibliotheek Zagreb: 000091274
- Nederlandse Thesaurus van Auteursnamen: 068350759
- Réseau des bibliothèques de Suisse occidentale: 02-A003211286
- Istituto Centrale per il Catalogo Unico: VBAV001795
- Système universitaire de documentation: 070718091
- Trove: 808016
- Virtual International Authority File: 54939681
- WorldCat: E39PBJyCypWRhhWRJrxbpFkVYP